# Дотик (сингл)
Дотик — п'ятий та останній сингл українського гурту Друга Ріка з четвертого студійного альбому «Мода». Живий дебют цієї пісні відбувся на фестивалі Таврійські ігри у 2008 році.
У 2012 році гурт виконав дуетом з гуртом The Hardkiss оновлену акустичну версію пісні.

## Музичний кліп
Відеокліп на пісню знімали у Нью-Йорку та Києві. Режисером став Віктор Скуратовський.

## Список композицій
| #  | Назва                          | Тривалість |
| -- | ------------------------------ | ---------- |
| 1. | «Дотик»                        | 4:19       |
| 2. | «Дотик (дует із The Hardkiss)» | 3:24       |

## Учасники запису
Друга Ріка
- Валерій Харчишин — вокал
- Олександр Барановський — гітара
- Дорошенко Олексій — ударні
- Біліченко Сергій — гітара
- Віктор Скуратовський — бас-гітара
- Сергій Гера — клавішні

## Чарти
| Чарт (2010)                                                                 | Позиція |
| --------------------------------------------------------------------------- | ------- |
| Top City & Country Radio Hits [Архівовано 31 січня 2018 у Wayback Machine.] | 45      |